# Biathlon-Weltcup 1977/78
Der Biathlon-Weltcup 1977/78 war die erste offizielle Veranstaltungsreihe dieser Form im Biathlon. An fünf Veranstaltungsorten wurden in zehn Individualwettbewerben und fünf Staffeln die Besten der Rennserie ermittelt. Der erste Gesamtsieger war Frank Ullrich, der Sieger beim ersten jemals ausgetragenen Weltcup-Rennen war Klaus Siebert beim 20-km-Einzel in Ruhpolding. Die Ergebnisse der Staffelwettbewerbe gingen nicht in die Gesamtwertung ein.

## Hintergrund
Federführend für Biathlonwettbewerbe war zu jener Zeit die UIPMB. Der Weltcup etablierte sich aus den in den 1970er-Jahren regelmäßig stattfindenden Rennen in Ruhpolding, Antholz, Hochfilzen und Lahti.

## Der inoffizielle Weltcup 1977
1977 ging die erste inoffizielle Runde des Wettbewerbs über die Bühne, Gewinner der Gesamtwertung war Alexander Tichonow, was ihm in der UdSSR den Namen „Mr. Biathlon“ einbrachte. Es war das letzte Jahr, in dem mit Großkalibergewehren auf Entfernungen zwischen 100 m und 250 m geschossen wurde.

## Der 1. Weltcup im Biathlon
Mit der Umstellung der Biathlongewehre auf Kleinkaliberwaffen im Winter 1978 wurde auch der Weltcup etabliert mit vier Stationen und zusätzlich den Biathlon-Weltmeisterschaften 1978 in Hochfilzen. Die Geschichte des Weltcups begann am 13. Januar 1978 mit dem Einzelwettbewerb in Ruhpolding, mit einem Sieg des DDR-Sportlers Klaus Siebert. Damals ein reiner Amateursport, winkten den Siegern als Preise Gewehre und Motorschlitten. Die DDR hatte die Einführung der Kleinkaliberwaffen befürwortet und entsprechend gut waren die DDR-Sportler darauf vorbereitet. Die Sportler aus der Bundesrepublik Deutschland und der DDR hatten durch die Entwicklung der Kunststoffskier einen technischen Vorsprung, die Sowjetunion hinkte in diesem Bereich hinterher. Aus diesen Gründen dominierten die Sowjets bei den ersten Stationen des Weltcups und bei der Weltmeisterschaft nicht so, wie es in den Jahren zuvor noch der Fall gewesen war, erst zum Saisonende gewannen sie zwei Staffeln und zwei Einzel durch Wladimir Barnaschow.

### Austragungsstätten

#### Ruhpolding
Es gab noch keine Chiemgau-Arena, die Zuschauer standen entlang der Strecke. Die Wettkampforganisation war in einem Militärzelt untergebracht – ein Funktionsgebäude gab es noch nicht – und die Bundeswehr war damals Organisator und einziger Sponsor zugleich. Der damalige Ruhpoldinger Bürgermeister, Franz Schneider, hatte den Wettbewerb in Ruhpolding seit 1974 immer zum gleichen Zeitpunkt in der zweiten Januarhälfte als „Cup der Jäger“ organisiert. Der erste Weltcup-Wettbewerb war dann so erfolgreich, dass man sich entschloss, gleich im nächsten Jahr auch die Weltmeisterschaft auszutragen und begründete so den Ruf des Ortes als Mekka des Biathlons. Weil die Loipen in den 1970ern dort als schwierig galten, war ein Sieg in Ruhpolding immer prestigeträchtig. Zudem machte der warme Winter 1978 mit nassem Schnee die Materialvorbereitung schwierig. Der erste Sieger in einem offiziellen Weltcup-Rennen wurde Klaus Siebert vor einem weiteren DDR-Sportler, Eberhard Rösch und dem bundesdeutschen Andreas Schweiger. Das Sprintrennen über 10 km gewann Sigleif Johansen und der Staffelsieg ging an die DDR.

#### Antholz
In Antholz siegte im ersten Rennen der spätere Gesamtsieger Frank Ullrich vor den UdSSR-Sportlern Uschakow und Kruglow, der Sprint sah Klaus Siebert vor Eberhard Rösch und Wladimir Barnaschow, der Staffelsieg ging erneut an die DDR.

#### Hochfilzen
In Hochfilzen wurden die Rennen der Weltmeisterschaften zum Bestandteil der Weltcup-Wertung, eine Regelung, die im Biathlon seither Bestand hat. Im Einzel setzte sich der Norweger Odd Lirhus vor Frank Ullrich und Eberhard Rösch durch, der Sprint endete mit einem Dreifachtriumph der DDR-Athleten in der Reihenfolge Ullrich vor Rösch und Siebert. Auch der Sieg in der Staffel ging an die DDR, vor Norwegen und der Mannschaft der Bundesrepublik Deutschland.

#### Murmansk
Die Wettbewerbe in Murmansk wurden von den Athleten der Sowjetunion dominiert, das Einzel gewann Nikolai Kruglow vor Anatoli Aljabjew Wladimir Artemjew, den Sprintsieg sicherte sich Frank Ullrich vor Nikolai Kruglow und Sigleif Johansen, nach anderen Angaben hieß der Sieger Anatoli Aljabjew vor Frank Ullrich und Nikolai Kruglow. Die sowjetische Dominanz an der vierten Weltcup-Station unterstrich das Staffelergebnis: Zwei UdSSR-Staffeln kamen vor der DDR ins Ziel.

#### Sodankylä
Die abschließenden Kilpailuja brachten im heimischen Sodankylä auch dem finnischen Vierfachweltmeister Heikki Ikola seinen ersten Weltcup-Podestplatz, als er im Sprint hinter Wladimir Barnaschow und vor Alexander Tichonow (beide UdSSR) einkam. Das Einzel gewann Klaus Siebert vor Wladimir Otschnew und Svein Engen, die letzte Staffel der Rennserie sah erneut die UdSSR vorn.

## Resultate

### Podestplatzierungen der Einzelrennen
| 1. Weltcup in Ruhpolding, 14.–17. Januar 1978 | 1. Weltcup in Ruhpolding, 14.–17. Januar 1978 | 1. Weltcup in Ruhpolding, 14.–17. Januar 1978                                          | 1. Weltcup in Ruhpolding, 14.–17. Januar 1978                  | 1. Weltcup in Ruhpolding, 14.–17. Januar 1978                      |
| --------------------------------------------- | --------------------------------------------- | -------------------------------------------------------------------------------------- | -------------------------------------------------------------- | ------------------------------------------------------------------ |
| Datum                                         | Disziplin                                     | Erster Platz                                                                           | Zweiter Platz                                                  | Dritter Platz                                                      |
| 14. Januar 1978 (Sa.)                         | Einzel (20 km)                                | Klaus Siebert                                                                          | Eberhard Rösch                                                 | Andreas Schweiger                                                  |
| 15. Januar 1978 (So.)                         | Sprint (10 km)                                | Sigleif Johansen                                                                       | Eberhard Rösch                                                 | Frank Ullrich                                                      |
| 17. Januar 1978 (Di.)                         | Staffel (4 × 7,5 km)                          | Deutsche Demokratische RepublikManfred Beer Klaus Siebert Frank Ullrich Eberhard Rösch | NorwegenOdd Lirhus Terje Krokstad Svein Engen Sigleif Johansen | FinnlandErkki Antila Juhani Suutarinen Raimo Seppänen Heikki Ikola |

| 2. Weltcup in Antholz, 23.–26. Februar 1978 | 2. Weltcup in Antholz, 23.–26. Februar 1978 | 2. Weltcup in Antholz, 23.–26. Februar 1978 | 2. Weltcup in Antholz, 23.–26. Februar 1978                                          | 2. Weltcup in Antholz, 23.–26. Februar 1978 |
| ------------------------------------------- | ------------------------------------------- | ------------------------------------------- | ------------------------------------------------------------------------------------ | ------------------------------------------- |
| Datum                                       | Disziplin                                   | Erster Platz                                | Zweiter Platz                                                                        | Dritter Platz                               |
| 23. Februar 1978 (Do.)                      | Einzel (20 km)                              | Frank Ullrich                               | Alexander Uschakow                                                                   | Nikolai Kruglow                             |
| 25. Februar 1978 (Sa.)                      | Sprint (10 km)                              | Klaus Siebert                               | Eberhard Rösch                                                                       | Wladimir Barnaschow                         |
| 26. Februar 1978 (So.)                      | Staffel (4 × 7,5 km)                        | DDR-1                                       | SowjetunionAlexander Uschakow Alexander Tichonow Wladimir Barnaschow Nikolai Kruglow | DDR-2                                       |

| Biathlon-Weltmeisterschaften in Hochfilzen, 2.–5. März 1978 | Biathlon-Weltmeisterschaften in Hochfilzen, 2.–5. März 1978 | Biathlon-Weltmeisterschaften in Hochfilzen, 2.–5. März 1978                            | Biathlon-Weltmeisterschaften in Hochfilzen, 2.–5. März 1978      | Biathlon-Weltmeisterschaften in Hochfilzen, 2.–5. März 1978                    |
| ----------------------------------------------------------- | ----------------------------------------------------------- | -------------------------------------------------------------------------------------- | ---------------------------------------------------------------- | ------------------------------------------------------------------------------ |
| Datum                                                       | Disziplin                                                   | Erster Platz                                                                           | Zweiter Platz                                                    | Dritter Platz                                                                  |
| 2. März 1978 (Do.)                                          | Einzel (20 km)                                              | Odd Lirhus                                                                             | Frank Ullrich                                                    | Eberhard Rösch                                                                 |
| 4. März 1978 (Sa.)                                          | Sprint (10 km)                                              | Frank Ullrich                                                                          | Eberhard Rösch                                                   | Klaus Siebert                                                                  |
| 5. März 1978 (So.)                                          | Staffel (4 × 7,5 km)                                        | Deutsche Demokratische RepublikManfred Beer Klaus Siebert Frank Ullrich Eberhard Rösch | NorwegenTor Svendsberget Roar Nilsen Odd Lirhus Sigleif Johansen | BR DeutschlandHeinrich Mehringer Hans Estner Andreas Schweiger Gerhard Winkler |

| 4. Weltcup in Murmansk, 25.–28. März 1978 | 4. Weltcup in Murmansk, 25.–28. März 1978 | 4. Weltcup in Murmansk, 25.–28. März 1978                                             | 4. Weltcup in Murmansk, 25.–28. März 1978                                                       | 4. Weltcup in Murmansk, 25.–28. März 1978                                              |
| ----------------------------------------- | ----------------------------------------- | ------------------------------------------------------------------------------------- | ----------------------------------------------------------------------------------------------- | -------------------------------------------------------------------------------------- |
| Datum                                     | Disziplin                                 | Erster Platz                                                                          | Zweiter Platz                                                                                   | Dritter Platz                                                                          |
| 25. März 1978 (Sa.)                       | Einzel (20 km)                            | Nikolai Kruglow                                                                       | Anatoli Aljabjew                                                                                | Wladimir Artemjew                                                                      |
| 27. März 1978 (Mo.)                       | Sprint (10 km)                            | Frank Ullrich                                                                         | Nikolai Kruglow                                                                                 | Sigleif Johansen                                                                       |
| Nach anderen Angaben                      | Sprint (10 km)                            | Anatoli Aljabjew                                                                      | Frank Ullrich                                                                                   | Nikolai Kruglow                                                                        |
| 28. März 1978 (Di.)                       | Staffel (4 × 7,5 km)                      | Sowjetunion-IIWladimir Barnaschow Alexander Uschakow Nikolai Kruglow Anatoli Aljabjew | Sowjetunion-IWjatscheslaw Tolkatschow Alexander Jelisarow Alexander Tichonow Wladimir Wwedenski | Deutsche Demokratische RepublikManfred Beer Klaus Siebert Frank Ullrich Eberhard Rösch |

| 5. Weltcup in Sodankylä, 1.–4. April 1978 | 5. Weltcup in Sodankylä, 1.–4. April 1978 | 5. Weltcup in Sodankylä, 1.–4. April 1978                                               | 5. Weltcup in Sodankylä, 1.–4. April 1978 | 5. Weltcup in Sodankylä, 1.–4. April 1978 |
| ----------------------------------------- | ----------------------------------------- | --------------------------------------------------------------------------------------- | ----------------------------------------- | ----------------------------------------- |
| Datum                                     | Disziplin                                 | Erster Platz                                                                            | Zweiter Platz                             | Dritter Platz                             |
| 1. April 1978 (Sa.)                       | Einzel (20 km)                            | Klaus Siebert                                                                           | Wladimir Otschnew                         | Svein Engen                               |
| 2. April 1978 (So.)                       | Sprint (10 km)                            | Wladimir Barnaschow                                                                     | Heikki Ikola                              | Alexander Tichonow                        |
| 4. April 1978 (Di.)                       | Staffel (4 × 7,5 km)                      | SowjetunionAlexander Jelisarow Alexander Tichonow Wladimir Barnaschow Wladimir Otschnew | Deutsche Demokratische Republik           | Finnland                                  |

### Gesamtwertung
| Stand nach 10 von 10 Rennen |                     |        |       |
| \| Rang \| Name \| Punkte \| Siege \| \| ---- \| ------------------- \| ------ \| ----- \| \| 01 \| Frank Ullrich \| 144 \| 3 \| \| 02 \| Klaus Siebert \| 137 \| 3 \| \| 03 \| Eberhard Rösch \| 133 \| 0 \| \| 04 \| Wladimir Barnaschow \| 125 \| 1 \| \| 05 \| Nikolai Kruglow \| 119 \| 1 \| \| 06 \| Alexander Uschakow \| 113 \| 0 \| \| 07 \| Alexander Tichonow \| 108 \| 0 \| \| 08 \| Sigleif Johansen \| 104 \| 1 \| \| 09 \| Wladimir Otschnew \| 100 \| 0 \| \| 10 \| Alexander Jelisarow \| 96 \| 0 \| \| 11 \| Svein Engen \| 94 \| 0 \| \| 12 \| Luigi Weiss \| 86 \| 0 \| \| 13 \| Gerhard Winkler \| 77 \| 0 \| \| 14 \| Terje Krokstad \| 73 \| 0 \| \| 15 \| Per Andersson \| 70 \| 0 \| \| 16 \| Heikki Ikola \| 67 \| 0 \| \| 17 \| Erkki Antila \| 63 \| 0 \| \| 17 \| Heinrich Mehringer \| 63 \| 0 \| \| 19 \| Manfred Beer \| 62 \| 0 \| \| 19 \| Odd Lirhus \| 62 \| 1 \| \| 21 \| Yvon Mougel \| 58 \| 0 \| \| 22 \| Arduino Tiraboschi \| 57 \| 0 \| \| 23 \| Willy Bertin \| 55 \| 0 \| \| 23 \| Andreas Schweiger \| 55 \| 0 \| \| 25 \| Roar Nilsen \| 53 \| 0 \| |                     |        |       |
| Rang | Name                | Punkte | Siege |
| 01 | Frank Ullrich       | 144    | 3     |
| 02 | Klaus Siebert       | 137    | 3     |
| 03 | Eberhard Rösch      | 133    | 0     |
| 04 | Wladimir Barnaschow | 125    | 1     |
| 05 | Nikolai Kruglow     | 119    | 1     |
| 06 | Alexander Uschakow  | 113    | 0     |
| 07 | Alexander Tichonow  | 108    | 0     |
| 08 | Sigleif Johansen    | 104    | 1     |
| 09 | Wladimir Otschnew   | 100    | 0     |
| 10 | Alexander Jelisarow | 96     | 0     |
| 11 | Svein Engen         | 94     | 0     |
| 12 | Luigi Weiss         | 86     | 0     |
| 13 | Gerhard Winkler     | 77     | 0     |
| 14 | Terje Krokstad      | 73     | 0     |
| 15 | Per Andersson       | 70     | 0     |
| 16 | Heikki Ikola        | 67     | 0     |
| 17 | Erkki Antila        | 63     | 0     |
| 17 | Heinrich Mehringer  | 63     | 0     |
| 19 | Manfred Beer        | 62     | 0     |
| 19 | Odd Lirhus          | 62     | 1     |
| 21 | Yvon Mougel         | 58     | 0     |
| 22 | Arduino Tiraboschi  | 57     | 0     |
| 23 | Willy Bertin        | 55     | 0     |
| 23 | Andreas Schweiger   | 55     | 0     |
| 25 | Roar Nilsen         | 53     | 0     |